# Mimostedes decellei
Mimostedes decellei là một loài bọ cánh cứng trong họ Cerambycidae.